# 中京法律専門学校
中京法律専門学校（ちゅうきょうほうりつせんもんがっこう）は、学校法人中京法律学園が運営する愛知県名古屋市東区にある専修学校である。1909年（明治42年）に設置された。学校の略称は中法（ちゅうほう）。中央大学提携校。

## 概要
中央大学の提携校で、東海地区唯一の法律専門学校。100年を越える歴史があり、弁護士・裁判官・検察官・司法書士など法律業界を中心に多くの卒業生を輩出している。近年では、公務員、企業への就職にも力を入れており、法律専門職以外にも卒業生は多い。また大学編入学や法科大学院など、進学分野でも実績がある。
1908年（明治41年）に弁護士の宮村隆治が中京地区に法律教育機関がないことを遺憾とし、時の名古屋控訴院長藤田隆三郎、同検事長手塚太郎に協賛を求め、法律学校の設立が発起された。翌年1909年（明治42年）に中京法律学校（現在の中京法律専門学校）が創立。初代校長には上述のように名古屋控訴院長であり、中央大学の前身である英吉利法律学校の創立者の一人である藤田隆三郎が迎えられた。当時の藤田初代校長の引き合わせにより、その後も長年にわたり中央大学の提携校として学校が運営されている。
現在は法律科（4年課程）において中央大学法学部通信教育課程に対応したカリキュラムが取り入れられており、専門学校卒業と同時に中央大学法学部卒業を目指すことが可能となっている。

## 沿革
- 1909年 - 名古屋市中区東新町に中京法律学校を創立。初代校長に藤田隆三郎を迎える。
- 1912年 - 中央大学創設者の一人であった藤田初代校長の引き合わせにより、中央大学編入が可能となる。
- 1944年 - 第二次世界大戦の過酷な状況下により休校。
- 1946年 - 終戦を迎え、暫定的に名古屋弁護士会館を借り受け、授業再開。
- 1947年 - 財団法人中京法律学校認可。
- 1950年 - 名古屋市東区徳川町（現在地）に新校舎完成。
- 1951年 - 学校法人として認可。
- 1952年 - 法律科に加え、教養科を増設。
- 1968年 - 法律科中大コース昼間部を開設。
- 1979年 - 司法書士の試験が国家資格になった関係から法律専攻科の中に司法書士コースを新設。
- 1980年 - 学校法人中京法律学園中京法律専門学校と改称。
- 1981年 - 昭和43年司法試験答案練習会開講以来、合格者100名を突破。
- 1986年 - 校舎改築。
- 1987年 - 奨学生制度新設。法律専攻科を実務法律科に改称。
- 1988年 - 増築校舎完成。
- 1989年 - 創立80周年記念式典。
- 1995年 - 法律科・実務法律科修了者に専門士の称号が付与できるようになった。
- 2000年 - 行政教養科開設。
- 2009年 - 法律科修了者に高度専門士の称号を付与ができるようになった。創立100周年記念。

## 設置学科
- 法律科（4年課程） - 中央大学法学部通信教育課程併修可能。
- 実務法律科（2年課程）
- 行政教養科（1年課程）

## 主な資格取得
- 行政書士
- 司法書士
- 社会保険労務士
- 宅地建物取引士

※ 上記の国家資格のほか、ビジネス実務法務検定試験、法学検定、FP技能検定、MOS、TOEICなど、ビジネス系資格の取得も支援している。

## 学校関係者と組織

### 歴代校長
- 藤田隆三郎：初代校長（名古屋控訴院長）1909年 -
- 水上長次郎：2代校長（名古屋控訴院長）1916年 -
- 牧野菊之助：3代校長（名古屋控訴院長）1921年 -
- 磯谷幸次郎：4代校長（名古屋控訴院長）1922年 -
- 能勢万：5代校長（名古屋控訴院長）1923年 -
- 寺島小五郎：6代校長（名古屋控訴院検事長）1926年 -
- 立石謙輔：7代校長（名古屋控訴院長）1927年 -
- 大喜多寅之助：8代校長（弁護士、第12代名古屋市長、東邦商業学校長、桜菊女子学園長）1933年 -
- 近藤亮太：9代校長（弁護士）1961年-
- 高井貫之：10代校長（弁護士、元名古屋弁護士会長）1967年 -
- 脇坂雄治：11代校長（裁判官、弁護士、元愛知大学学長）1971年 -
- 大池龍夫：12代校長（弁護士）1985年 -
- 大池暉彦：13代校長（弁護士）2001年 -
- 加藤佐千夫：14代校長（中京大学法学部名誉教授）2020年 -

### 出身者
- 福井克典:司法書士、行政書士、名古屋中央リーガルオフィス代表、本学非常勤講師

## 卒業後の進路について

### 就職先
公務員実績
国家公務員、地方公務員・警察官・消防官、（各省庁、名古屋市役所、名古屋国税局、愛知県警、警視庁 など）。
一般企業等就職実績
法律事務所、日本郵便、ゆうちょ銀行、百五銀行、いちい信用金庫、アイシン、名古屋鉄道、中日新聞社、ユニー など。

### 編入学・進学
大学編入学実績
名古屋大学、岐阜大学、三重大学、金沢大学、筑波大学、横浜国立大学、神戸大学、関西大学、法政大学、中央大学 など。
大学院進学実績
中央大学法科大学院、名古屋大学法科大学院、南山大学法科大学院、愛知大学法科大学院、愛知学院大学法科大学院 など。
（司法試験合格状況） 2016年度卒業生2名、2018年度OB2名、2020年度卒業生1名

## 所在地
- 愛知県名古屋市東区徳川町1804番地

## 交通アクセス
- JR中央本線「大曽根駅」南口より徒歩で約8分。
- 名古屋市営地下鉄名城線「大曽根駅」より徒歩で約10分。
- 名鉄瀬戸線「森下駅」より徒歩で約5分。
- 基幹バス「徳川園新出来」バス停から徒歩で約5分、徳川園の隣に位置する。

## 提携校
- 中央大学